# Gibraltar Premier Division de 2015–16
A  Gibraltar Premier Division de 2015-16 (conhecida como a Premier Division Argus Insurance por razões de patrocínio) é a edição número 117 do torneio nacional de futebol da liga em Gibraltar desde a sua criação - o nível mais alto do futebol em Gibraltar. O campeonato será disputado por dez clubes. O Lincoln Red Imps é o atual tridecacampeão, e conquistou nessa edição seu tetradecacampeão consecutivo.

## Formato
Nessa temporada, as equipes jogarão entre si 3 vezes. Para cada confronto uma equipe mandante é nomeada, mas todos os jogos são realizados no Victoria Stadium.

## Participantes
| Clube                        | Temporada 2014-15          | Fornecedor | Patrocinador master     |
| ---------------------------- | -------------------------- | ---------- | ----------------------- |
| Angels                       | Vice-campeão da 2ª Divisão |            |                         |
| Britannia XI                 | 7° colocado na 1ª Divisão  | Joma       | O'Reillys English Pub   |
| College Europa Football Club | Vice-campeão da 1ª Divisão | Nike       | Cancer Relief Gibraltar |
| Gibraltar United             | Campeão da 2ª Divisão      |            |                         |
| Glacis United                | 6° colocado na 1ª Divisão  | Nike       |                         |
| Lincoln Red Imps             | Campeão da 1ª Divisão      | Adidas     | Trends                  |
| Lions Gibraltar              | 8° colocado na 1ª Divisão  | Joma       | OSG Security            |
| Lynx                         | 4° colocado na 1ª Divisão  | Adidas     | Trends                  |
| Manchester 62                | 5° colocado na 1ª Divisão  | Joma       | CEPSA GIB               |
| St Joseph's                  | 3° colocado na 1ª Divisão  | Adidas     | Bonmilk                 |

## Classificação
| Pos | Equipes                      | Pts | J  | V  | E  | D  | GM  | GS  | SG   | Classificação ou rebaixamento                               |
| --- | ---------------------------- | --- | -- | -- | -- | -- | --- | --- | ---- | ----------------------------------------------------------- |
| 1   | Lincoln Red Imps             | 79  | 27 | 26 | 1  | 0  | 182 | 23  | 159  | 1ª pré-eliminatória da Liga dos Campeões da UEFA de 2015–16 |
| 2   | College Europa Football Club | 72  | 27 | 23 | 3  | 1  | 134 | 24  | 110  | 1 pré-eliminatória da Liga Europa da UEFA de 2015-16        |
| 3   | St Joseph's                  | 38  | 27 | 12 | 2  | 13 | 41  | 47  | -6   |                                                             |
| 4   | Lions Gibraltar              | 36  | 27 | 10 | 6  | 11 | 34  | 32  | 2    |                                                             |
| 5   | Lynx                         | 34  | 27 | 10 | 4  | 13 | 29  | 32  | -3   |                                                             |
| 6   | Manchester 62                | 31  | 27 | 9  | 4  | 14 | 26  | 34  | -8   |                                                             |
| 7   | Glacis United                | 28  | 27 | 9  | 1  | 17 | 24  | 44  | -20  |                                                             |
| 8   | Gibraltar United             | 25  | 27 | 5  | 10 | 12 | 22  | 28  | -6   |                                                             |
| 9   | Britannia XI                 | 23  | 27 | 5  | 8  | 14 | 19  | 29  | -10  | Playoffs de rebaixamento                                    |
| 10  | Angels                       | 1   | 27 | 0  | 1  | 26 | 5   | 110 | -105 | Rebaixado à Second Division                                 |

### Premiação
| Campeão Premier Division 2015-16 |
| -------------------------------- |
| Lincoln Red Imps (21º título)    |